# Xarxa filogenètica
Una xarxa filogenètica és un gràfic que s'usa per a visualitzar les relacions evolutives entres espècies o organismes. S'utilitzen quan intervenen casos d'hibridació, transferència horitzontal de gens, recombinació o duplicació genètica. Els arbres filogenètics són un subgrup dins les xarxes filogenètiques. Les xarxes filogenètiques es poden visualitzar amb ordinador utilitzant programari del tipus SplitsTree. S'han definit molts tipus i subclasses de xarxes filogenètiques basades en fenòmens biològics que representen o en les dades en les quals es basen (xarxes d'hibridació, normalment construïdes a partir d'arbres arrelats, recombinació de xarxes provinents de xarxes binàries, etc.) 